# چارلز اتکین
چارلز اتکین (انگلیسی: Charles Atkin; ۲۶ فوریهٔ ۱۸۸۹ – ۹ مهٔ ۱۹۵۸) بازیکن هاکی روی چمن اهل بریتانیا بود.